# حديقة الست خضرة
حديقة الست خضرة أو ميدان الخديوي إسماعيل أو عين الست خضرة هي عين للمياه الكبريتية بحلوان تحيطها حديقة تبلغ مساحتها أكثر من 42000 م2، أنشئت في عهد الخديوي إسماعيل عام 1903م، وسميت في البداية بإسمه ميدان الخديوي إسماعيل لخدمة غير القادرين بالمجان للعلاج بالعيون الكبريتية في عهده، يشغل جزء من الحديقة مركز طبي الست خضرة.

## تاريخ

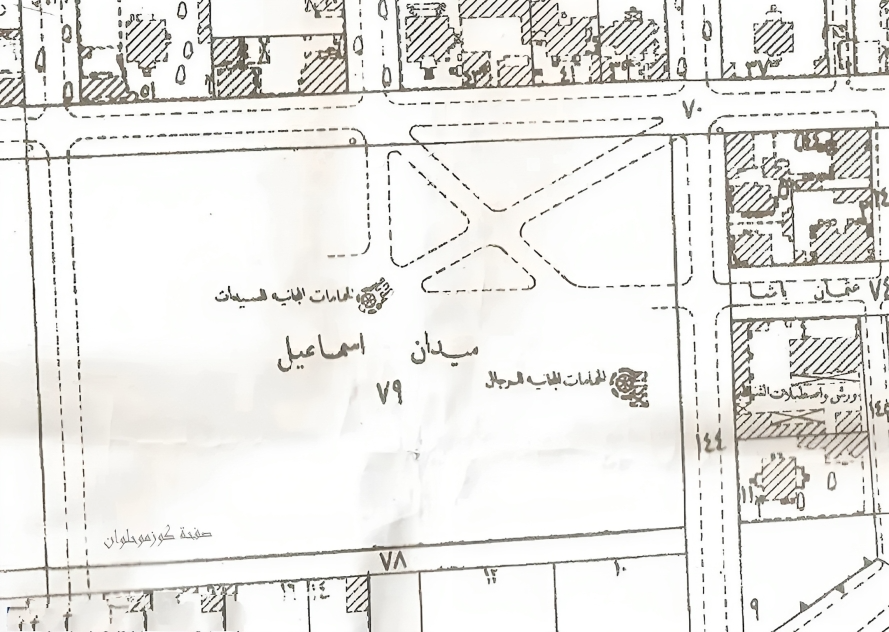
ميدان إسماعيل

عرف الخديوي عباس حلمي الأول قيمة حلوان و اهتم بها الخديوي إسماعيل حيث أمر (د.رايل) ببناء الحمامات الكبريتية و إنشاء منتجع حراري فيها و فندق بالقرب من الحمامات و إعادة تخطيط المنطقة باستخدام المعايير الحديثة كما سكنها الخديوي توفيق على فترات و أنشأ بها قصر الخديوي توفيق ومسجد التوفيقي.
كانت حلوان على مدار عشرات السنين مزارا هاما و محورا للسياحة العلاجية في مصر حيث كان يقصدها الناس من جميع الأنحاء كما أن حمامات الكابريتاج بحلوان نالت شهرة كبيرة و تم تصوير بعض الأعمال السينمائية به لعل أشهرها فيلم صاحب الجلالة، ولكن قد امتدت يد الإهمال لتخنق الجمال فبعد النصف الأول من القرن العشرين تبدلت حال حلوان و طمست معالم الجمال بها و تلوث هواؤها النقي بفعل مصانع الأسمنت و المحاجر التي أنشئت بها و بعد أن كانت حلوان و عيونها ملجأ لطالبي الشفاء أصيب سكانها بالأمراض.

## عيون الست خضرة الكبريتية
حتى آواخر القرن التاسع عشر كان عدد العيون المكتشفة بحلوان 12 عين، منهم اثنان من نوع المياه الكبريتية كان يطلق على أحدهما "عين توفيق" والأخرى "عين عباس" وكانا يتصلا ببعض من العمق وهاتان العينان بني عليهما منشأة الحمامات "الكابريتاج" التي كانت تخدم مرضى الدرجة الأولى والدرجة الثانية.
فقررت الحكومة تخصيص حمامات للمرضى غير القادرين بالمجان وتم اختيار عينان كبريتيتان ليستا ببعيد عن الكابريتاج بالمكان الذي كان يعرف بميدان الخديوي إسماعيل ويعرف حاليا بحديقة الست خضرة، فأنشئ على كل عين حمام إحداهما للسيدات وكانت بمنتصف الميدان تقريبا والأخرى بالجهة الشرقية الغربية من الميدان وخصصت للرجال.

## أهمية العين
عين خضرة التي لا يتجاوز طولها المترين و النصف مثلها مثل باقي عيون حلوان الكبريتية تعد من أشهر العيون الموجودة بمصر و لها شهرة عالمية حيث أن مياهها أثبتت فعاليتها و قيمتها العلاجية النادرة في الشفاء من معظم الأمراض الجلدية لإحتوائها على نسب عالية من مادة الكبريت تصل إلى حوالى 27% و أصبحت محل ثقة و تقدير كل من يلجأ إليها طلبا للشفاء .
أن العلاج بمياه الست خضرة يعتمد على احتوائها على مادة الكبريت التي هي أساس العلاج والتي لا تستغرق سوى أيام قليلة، على أن تستخدم بالأسلوب الطبي السليم، وهو الاستحمام بمياه العيون الكبريتية في أوقات مناسبة كالصباح الباكر وقبل الغروب، حيث تكون أشعة الشمس فوق البنفسجية طويلة الموجة مفيدة جدًا للجلد ومطهرة له، وتسهم مع الكبريت في قتل الميكروب، مضيفًا أنه يجب بعد الاستحمام بالمياه الكبريتية تجفيف الجسم تمامًا.

## سبب التسمية
قيل إن سبب تسميتها بعين الست خضرة أن إحدى السيدات كانت مريضة بمرض جلدي عضال و أنها رأت في منامها سيدة تدعى (خضرة) نصحتها بالإستحمام بالماء المتدفق من عين المياه الكبريتية و لما شفيت المريضة و قصت حكايتها للناس أطلقوا على العين اسم (عين الست خضرة) .
وهناك قول آخر الست خضرة نظرا لتسرب المياه الكبريتية من جدران الحمامات المتهالكة لتكون العفن الأخضر على أرضية المكان.

## إهمال الحديقة
وفي الثمانيات وبعد أن أهملت الحمامات وساءت حالتها وتحول المكان إلى سوق عشوائي يعقد كل يوم جمعة وأصبح سوق ذائع الصيت، ومنذ ذلك الوقت اشتهر المكان باسم الست خضرة.

## تطوير الحديقة

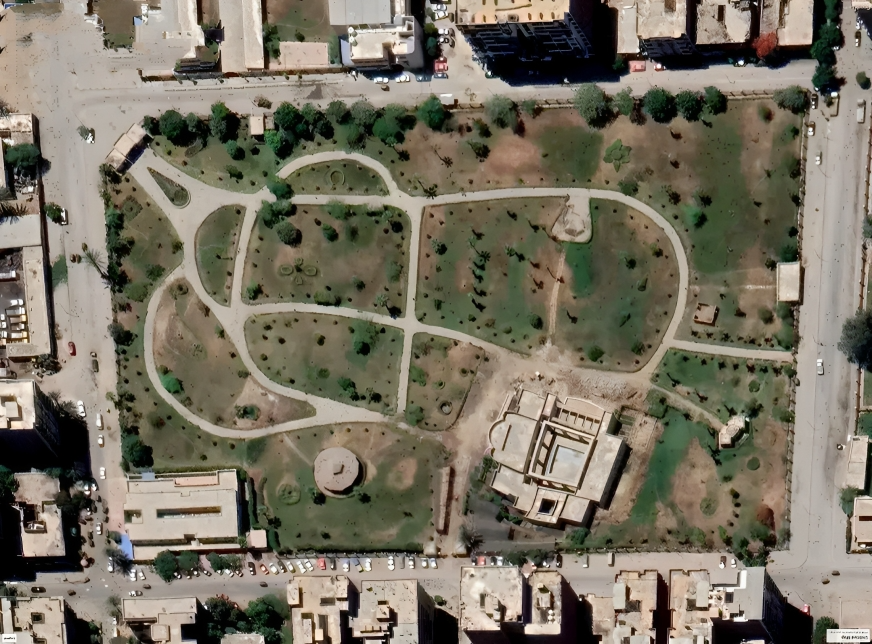

أغلقت منذ أكثر من عشر سنوات بحجة التطوير ويمكن شم رائحة المياه الكبريتية النفاذة عند المرور بجوارها.

## افتتاح الحديقة مرة ثانية
افتتاح محافظ القاهرة يوم 21 أبريل سنة 2025 الحديقة لأول مرة منذ 10 سنوات بعد التطور.

## معرض الصور

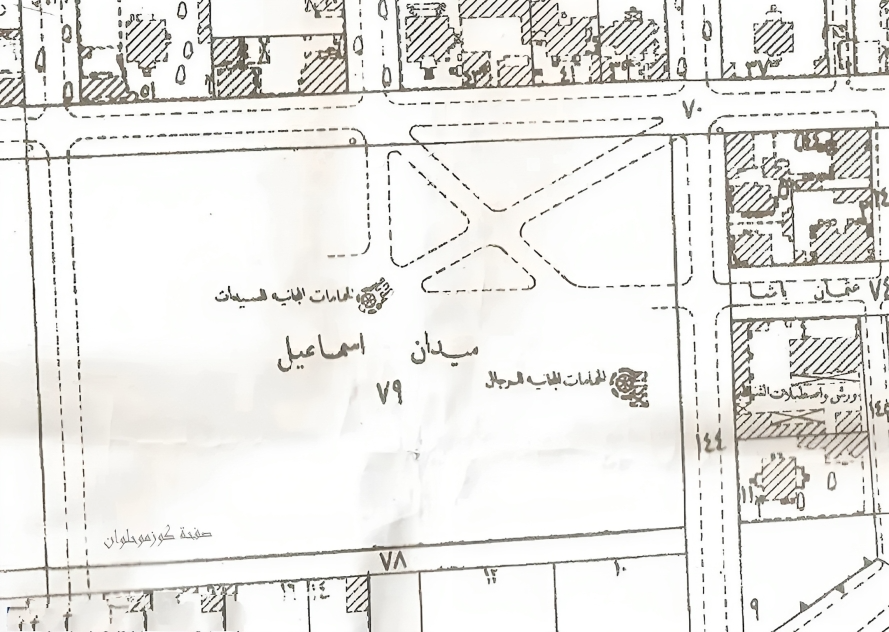

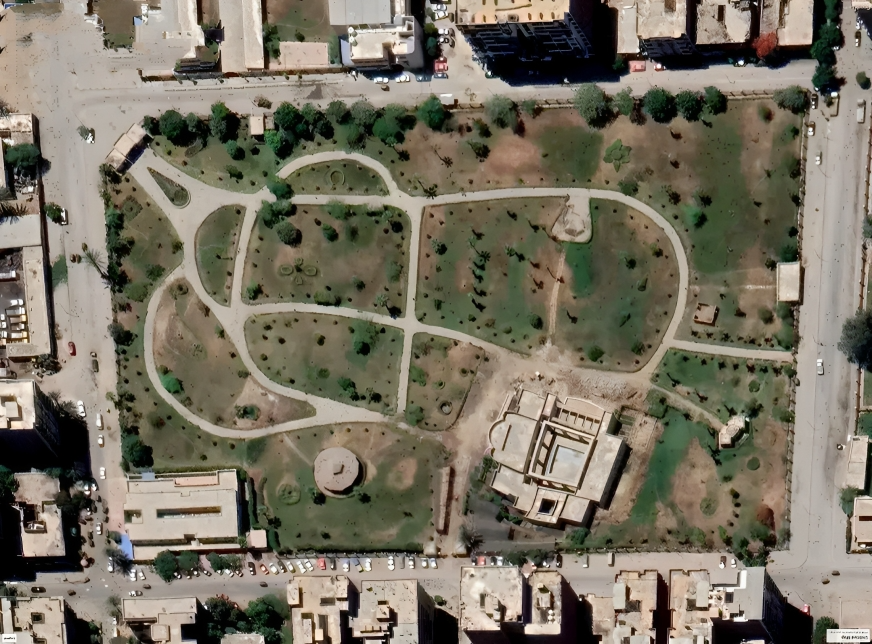

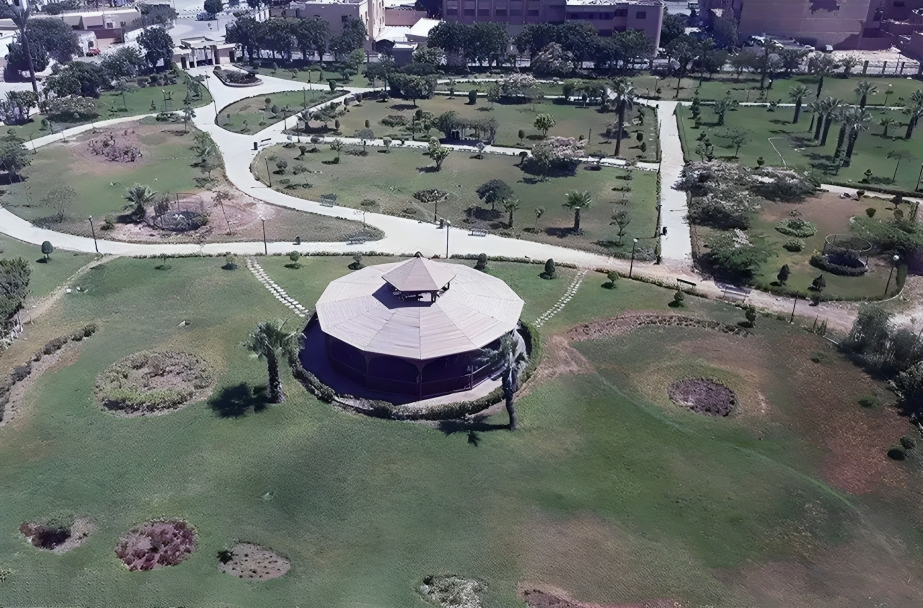